# Carla Barbarella
Carla Barbarella (Magione, 4 febbraio 1940) è una politica italiana, esponente del Partito Comunista Italiano e già europarlamentare.

## Biografia
È stata eletta alle elezioni europee del 1979 e riconfermata nel 1984 per le liste del PCI. Ha aderito al gruppo parlamentare "Gruppo comunista e apparentati". È stata inoltre vicepresidente della Commissione per i bilanci e della Delegazione per le relazioni con i paesi dell'America del Sud, membro della Commissione per l'agricoltura, della Delegazione al comitato misto Parlamento europeo/Assemblea della Repubblica del Portogallo e della Delegazione per le relazioni con i paesi dell'America centrale e del gruppo Contadora. Termina il proprio mandato nel 1989.